# グランド通停留場
グランド通停留場（グランドどおりていりゅうじょう）は、高知県高知市にあるとさでん交通伊野線の路面電車停留場。

## 歴史
当停留場は1904年（明治37年）、乗出停留場（のりだしていりゅうじょう）の名で開業した。とさでん交通の前身である土佐電気鉄道によって伊野線（当時は本町線と称した）が開業したときより存在する停留場で、当時の路線は堀詰停留場から当停留場までだった。路線は2年後の1906年（明治39年）に乗出停留場から鏡川橋停留場まで延伸。停留場名がグランド通になった時期は不詳だが、1952年（昭和27年）以前とされる。

### 年表
- 1904年（明治37年）5月2日：土佐電気鉄道本町線の堀詰 - 乗出間の開通に伴い、乗出停留場として開業[1]。
- 1906年（明治39年）10月9日：乗出から鏡川橋までの延伸開通により中間駅となる[1]。
- 1952年（昭和27年）以前：グランド通停留場に改称[2]。
- 2014年（平成26年）10月1日：土佐電気鉄道が高知県交通・土佐電ドリームサービスと経営統合し、とさでん交通が発足[5]。とさでん交通の停留場となる。

## 停留場構造
グランド通停留場は伊野線の併用軌道区間にあり、道路上にホームが置かれている。ホームは2面あり、東西方向に伸びる2本の線路を挟み込むように配置される。ただし互いのホームは交差点を挟んで東西にずれて位置しており、東にはりまや橋方面行きのホームが、西に伊野方面行きのホームがある。伊野方面行きのホームは升形、はりまや橋方面行きのホームは本町五丁目に位置する。

## 停留場周辺
かつての停留場名である「乗出」は、土佐藩で正月に行われていた騎馬閲兵行事「御駆初」（おのりぞめ）が当地を起点としていたことに由来するとされる。いっぽう「グランド通」は当地から南北に伸びる通りを指し、これを南へ行くと鏡川を越えて高知市総合運動場（旧・高知市営グランド）に行き当たる。
- 高知地方裁判所
- 高知家庭裁判所
- 高知簡易裁判所
- 高知法務合同庁舎
  - 高知地方検察庁
    - 高知区検察庁

  - 高知保護観察所
- 日本基督教団高知教会
- 出雲大社土佐分祠
- オリエントホテル高知
- 高知県立武道館
- 高知市総合あんしんセンター
- 高知市立第六小学校
- 高知市総合運動場
  - 高知市野球場
  - 総合体育館
  - りょうまスタジアム（陸上競技場兼高知競輪場）
- 国道33号
- 「グランド通」バス停留所

## 隣の停留場
とさでん交通
伊野線
県庁前停留場 - グランド通停留場 - 枡形停留場